# Agi Schründer
Agi Schründer (* 6. Oktober 1951 in Münster als Agathe Schründer) ist eine Erziehungswissenschaftlerin und seit 2004 Inhaberin der Professur für Allgemeine Grundschulpädagogik und -didaktik an der Universität Potsdam.

## Werdegang
1981 promovierte Schründer-Lenzen zum Dr. phil. an der Universität Hamburg. Von 1980 bis 1985 leitete sie die Forschungsstelle Enzyklopädie Erziehungswissenschaft an der Freien Universität Berlin. 1995 habilitierte sie im Fach Erziehungswissenschaft an der Technischen Universität Berlin, wo sie von 1995 bis 2003 als Privatdozentin tätig war. In den Jahren 2003/2004 nahm sie eine Gastprofessur an der Universität Erlangen-Nürnberg an. Seit 2004 ist Schründer-Lenzen Inhaberin der Professur für Allgemeine Grundschulpädagogik und -didaktik an der Universität Potsdam.
Schründer-Lenzen war von 1984 bis 2015 verheiratet mit Dieter Lenzen. Sie ist Mutter zweier Söhne.

## Mitgliedschaften
- Mitglied des wissenschaftlichen Beirats der Steuerungsgruppe Feststellung der Leistungsfähigkeit des Bildungswesens im internationalen Vergleich des BMBF
- Mitglied des Auswahlgremiums für die Qualitätsoffensive Lehrerbildung der Gemeinsamen Wissenschaftskonferenz des Bundes und der Länder
- Mitglied der Arbeitsgruppe Standards für die Lehrerbildung: Bildungswissenschaften der ständigen Konferenz der Kultusminister der Länder in der BRD, Kommission Lehrerbildung
- Mitglied des wissenschaftlichen Beirats Inklusive Bildung des Ministeriums für Bildung, Jugend und Sport des Landes Brandenburg

## Werke (Auswahl)
- Abschlussbericht zur Begleitforschung des Pilotprojekts „Inklusive Grundschule“. Herausgegeben zusammen mit Nadine Spörer, Miriam Vock und dem Landesinstitut für Schule und Medien Berlin Brandenburg. Potsdam 2015.
- Schriftspracherwerb. Wiesbaden 2013.
- Lernförderung unter den Bedingungen des Ganztags im Grundschulbereich. Herausgegeben zusammen mit Hans Merkens. Münster 2010.
- Risikofaktoren kindlicher Entwicklung. Migration, Leistungsangst und Schulübergang. Herausgeberin. Wiesbaden 2006.
- Enzyklopädie Erziehungswissenschaft: Handbuch und Lexikon der Erziehung in 12 Bänden und einem Registerband. Herausgegeben zusammen mit Dieter Lenzen. Stuttgart 1992–1997.
- Harmonie und Konformität: Tradition und Krise japanischer Sozialisationsmuster. München 1996.
- Weibliches Selbstkonzept und Computerkultur. Weinheim 1995.